# Bündnis für Rügen
Das Bündnis für Rügen (Kurzbezeichnung: BfR) war eine Wählergemeinschaft auf der Insel Rügen. Sie wurde 1994 gegründet. Der Vorsitzende war Torsten Schäfer. Im Januar 2019 gab der Vorsitz die Auflösung bekannt.

## Ziele
Das BfR verfolgte das Ziel einer autonomen Insel Rügen, die sich nicht von Schwerin oder Berlin lenken lässt. Die Wählergemeinschaft war heimatverbunden und offen für alle Rüganer.

## Mandate
Das BfR stellte in folgenden Gemeinden den Bürgermeister:
- Altenkirchen
- Buschvitz
- Glowe
- Parchtitz
- Sagard
- Samtens
- Sehlen

Außerdem besaß das Bündnis eine Abgeordnete im Kreistag von Vorpommern-Rügen.